# 괴산 석보군 묘각
괴산 석보군 묘각(槐山 石保君 廟閣)은 충청북도 괴산군 청안면 조천리에 있는 사당이다. 1996년 1월 5일 충청북도의 문화재자료 제16호로 지정되었다.

## 개요
조선시대 정종의 아홉번째 아들인 석보군 이복생과 부인인 원주 김씨, 장남인 양위의 위패를 모신 곳이다. 1905년에 초가로 지었으나 1930년 기와지붕으로 다시 지었고 1986년에 고쳐 지었다.
묘각은 앞면 3칸·옆면 1칸 반 규모이며, 지붕은 옆면에서 볼 때 사람 인(人)자 모양을 한 맞배지붕이다.

## 같이 보기
- 석보군

## 참고 자료
- 괴산 석보군 묘각 - 국가유산청 국가유산포털